# Остерија Бевераре (Падова)
Остерија Бевераре је насеље у Италији у округу Падова, региону Венето.
Према процени из 2011. у насељу је живело 58 становника. Насеље се налази на надморској висини од -2 м.